# Centraco
Centraco (Centre nucléaire de traitement et de conditionnement) est une usine gérée par Cyclife France (ex Socodei), filiale 100% d'EDF.
Située sur le site nucléaire de Marcoule sur une surface de 11 hectares à Codolet (Gard), cette usine, mise en service en 1999, est classée installation nucléaire de base (INB n°160).

## Types de déchets traités
Les déchets nucléaires traités à Centraco sont de très faible, faible et moyenne activité (TFA, FMA), ils proviennent de l'industrie nucléaire (principalement de EDF et d'Areva), des centres de recherche (Commissariat à l'énergie atomique), et des petits producteurs tels que les services de médecine nucléaire des hôpitaux.
Ces déchets peuvent être :
- des objets métalliques, issus de la maintenance en zone contrôlée et du démantèlement nucléaire ;
- des déchets combustibles, principalement des gants et combinaisons de travail ;
- des effluents liquides tels que les solutions de lavage, les huiles, les solvants ; ainsi que les résines et les boues de traitement provenant des installations nucléaires.

## Traitement
Le but principal étant de minimiser le volume avant envoi vers les centres de stockage, l’usine de Centraco est composée de deux unités qui traitent les déchets selon leur nature :
- L’unité de fusion pour les métaux
- L’unité d’incinération pour les combustibles et les effluents.

Les résidus issus de chaque unité sont mêlés à une matrice puis conditionnés. Le volume final des déchets est ainsi réduit d’un facteur d'environ 10.

## Les unités

### Une unité d'incinération
Ce four destiné à incinérer les déchets combustibles à raison de 3 500 t/an au maximum de déchets solides et 2 000 tonnes de déchets liquides. Il est composé de 3 chambres :
1. La chambre primaire : la température est de 900-1000 °C
2. La chambre secondaire : la température est de 1100-1200 °C
3. La chambre tertiaire

Les déchets solides sont introduits dans la chambre primaire. Les effluents liquides sont injectés soit dans la chambre primaire, soit dans la chambre secondaire, selon de leur composition chimique.
Les cendres et mâchefers sont récupérés et liés dans un « ciment » par la méthode de l’inertage à froid. 
Ils sont ensuite conditionnés en fûts métalliques et transportés vers un centre de stockage de l'Agence nationale pour la gestion des déchets radioactifs (ANDRA).

### Une unité de fusion
La fonderie comprend un four à induction pour la fabrication des lingots et des viroles métalliques, pour un tonnage annuel maximal qui a été fixé à 3 500 t/an. 
Les métaux sont fondus dans le four, à 1 600 °C. Les impuretés sont retirées manuellement puis le métal en fusion est versé dans une poche de coulée et sera ensuite coulé en lingot ou bien centrifugé en tube.
Les lingots, cylindres coniques d’environ 1,5 t sont considérés comme des déchets ultimes et sont acheminés vers le Centre de stockage de l'Aube à Soulaines-Dhuys pour un stockage à long terme.
Les tubes sont réutilisés pour la fabrication d’emballages pour les déchets de moyenne activité tels que des coques en béton ou des blindages internes de fûts, permettant ainsi la valorisation d'une partie des déchets.

### Des zones d'entreposages
L'entreprise y stocke des cendres et des mâchefers, des déchets liquides ainsi que des effluents de lessivage et des déchets métalliques divers;

## Devenir des déchets
Selon l'ASN, ces déchets sont (après traitement) acheminés vers le Centre de stockage de l'Aube (CSA) géré par l’ANDRA.

## Sécurité, incidents, accidents
L'entreprise a déclaré ou été contrôlé pour divers incidents ou accidents dont :
- 26 novembre 2013 ; Dépassement de durées autorisées d’entreposage de certains déchets internes présents dans l’usine CENTRACO[2]    Publié le 23/12/2013
- 12 septembre 2011 ; Accident industriel de Centraco : 1 mort et 4 blessés ; Les 3 blessés-léger ont pu rejoindre leur foyer le lendemain ; le blessé grave était toujours hospitalisé en région parisienne. Aucun d'eux n'était victime d'une contamination radioactive : niveau 1 sur l'échelle INES[3] (Publié 29/09/2011)
- 25 mai 2011 ; Perte temporaire de la détection de l’alarme incendie de l'unité d'incinération, découverte lors d'un essai périodique[4] (Publié 06/06/2011)
- 15 août 2010, Perte durant 4h et 10 minutes des deux chaînes de surveillance assurant le contrôle radiologique des rejets des deux cheminées, alors que l'incinérateur fonctionnait (la nuit)[5] ; incident classé au niveau 1 de l'INES  (publié 23/08/2010)
- 26 novembre 2008 ; Non-respect de la périodicité de réalisation des essais des détecteurs incendie (faits une fois par an au lieu de chaque semestre)[6]. Publié 24/12/2008
- 17 décembre 2007 : Dépassement des limites mensuelles (et annuelles, dépassée de 10% environ) de rejets gazeux en tritium, en raison de la prise en charge de déchets non conformes aux bordereaux d'analyses fournis par les producteurs[7] ; Selon l'ASN, « les installations ont été immédiatement mises à l'arrêt et le resteront jusqu'à la fin de l'année » pour se rapprocher des seuils fixés par la réglementation[7] (Publié le 24/12/2007)
- 3 juillet 2007 ; Dépassement d'une des limites radiologiques d'acceptation de déchets (avec  discordances par rapport aux mesures initiales de l'expéditeur) ;  au lieu d'être renvoyé au producteur, comme cela est prévu par « le fût a été dilué dans une cuve le 4 juillet, puis traité par incinération »[8]. Publié le 23/07/2007 et le 20/08/2007 [9]
- 31 juillet 2006 : à la suite d'une opération de maintenance, le système de ventilation de plusieurs locaux de l'unité d'incinération, s'est arrêté et l'alarme reportée en salle de conduite n'a pas été détectée par les opérateurs puis l'ordre d'évacuation des locaux, (prévu par les règles générales d'exploitation) n'a pas été donné[10]. Publié le 23/11/2006, classé au niveau zéro puis reclassé par l'ASN au niveau 1 de l'échelle INES, en raison de sa répétitivité (arrêt similaire le 29 novembre 2005, qui n'avait également pas entraîné l'évacuation du personnel) ;
- Le 22 septembre 2006 ; non-respect d'une prescription technique à la suite d'une opération de contrôle de filtre [11] ;Publié le 02/10/2006
- avril-mai 2006 : Anomalie liée au non-respect d'une prescription technique particulière, ayant conduit au dépassement de l'activité maximale admissible définies dans les règles générales d'exploitation, publié le 20/05/2006[12]  P et le 24 mai 2006[13]
- 23 février 2005 : Non-respect de la prescription technique limitant l'activité massique de déchets liquides[14].  Publié le 11/04/2005
- 2004 :  Non-respect d'une prescription technique ayant entraîné un dépassement de la masse limite de détention de matière nucléaire (détention de 1,5 g de plutonium au lieu de 1 au max. ; déclaré au niveau zéro de l'échelle INES)[15].  Publié le 01/04/2004
- Non-respect d'une prescription technique limitant l'activité massique d'un colis dans l'atelier de reconditionnement manuel des déchets[16].. (Publié 01/04/2004)
- Départ de feu (atelier de reconditionnement automatique de déchets)[17]. (Publié 08/04/2003)
- Dépassement de la limite de radioactivité contenue dans 7 fûts de déchets [18]. (Publié 07/03/2002)
- Dépassement des taux autorisées de rejets en dioxines et en furannes[19] (Publié 27/12/2000)
- Dépassements du seuil autorisé des rejets en monoxyde de carbone (CO) [20] (Publié 29/07/2000)
- Efficacité insuffisante des filtres THE du dernier niveau de filtration (DNF), par rapport au règlement, constaté à l'arrêt de l'usine d'incinération (Publié 06/04/2000)[21].

### L'explosion du 12 septembre 2011
Survenue sur le site de retraitement de déchets nucléaires de Marcoule, dans le four de fusion destiné à fondre les déchets radioactifs métalliques de faible et très faible activité a causé la mort d'un salarié, et blessé quatre autres personnes dont une gravement.
Il s'agissait selon l'entreprise d'un "accident industriel" et pas d'un "accident nucléaire".  

À la suite de cet accident, l'unité de fusion a été mise à l'arrêt durant plusieurs mois et un arrêt définitif de la filière de recyclage du plomb a été programmé pour 2013. La filière de recyclage du plomb permettait, « après décontamination, d’assurer le façonnage du plomb sous forme de protection radiologique ». Dans le cadre du PNGMDR 2010-2012 deux pistes de valorisation ont été envisagées, d'une part pour recycler les gravats TFA en matériaux de Terrassement/Comblement de l’installation de stockage du Centre industriel de regroupement, d'entreposage et de stockage (Cires), et d'autre part pour recycler les métaux TFA ferreux, par exemple en les réutilisant pour produire des colis de déchets radioactifs en fonte ; faisabilité industrielle n’a pas été établie dans le cadre de ce PNGMDR.
Erreur humaine
Lors d'une inspection inopinée (le 4 octobre 2013), l'ASN a constaté que le dispositif visant à mesurer la radioactivité présente dans les rejets d'effluents gazeux (gaz et aérosols) n'était pas conforme. Les inspecteurs avaient aussi déterminé que, du fait d'une erreur humaine, "le four de fusion contenait, au moment de l'accident, une charge d'environ 4 tonnes de métal pour une activité de l'ordre de 30 mégabecquerels (MBq) et non de 63 kilobecquerels (kBq) comme l'avait initialement indiqué l'exploitant", soit une estimation 476 fois supérieure à celle qui prévalait lors de l'accident.
Une enquête judiciaire a été ouverte afin de préciser les causes de l'accident et les responsabilités.
Sans préjudice de cette procédure judiciaire, l'ASN a émis une décision (du 27 septembre 2011) soumettant à son autorisation préalable tout redémarrage des deux four (four d'incinération et four de fusion)
En 2012, L’ASN « exerce depuis 2009 un contrôle renforcé sur l’installation CENTRACO et considère que l’exploitant doit progresser dans le développement d’une culture de sûreté et dans la rigueur d’exploitation, notamment en ce qui concerne la qualité des contrôles et vérifications internes ». 
Le 29 juin 2012, l'ASN a autorisé le redémarrage du four d'incinération (à l'arrêt depuis l’accident mortel de 2011), mais le four de fusion n'est pas autorisé à redémarrer. L’instruction judiciaire se poursuit et l’ASN y contribue.
Le 2 avril 2013, la Socodei est reconnue coupable d’exploitation d’une installation nucléaire de base en violation des prescriptions techniques.
Le 20 janvier 2014, après étude de la situation de l'installation, l'Autorité de sûreté nucléaire (ASN) a jugé qu'il était nécessaire de fixer à la Socodei des « prescriptions de sûreté renforcées ». L'ASN a produit de nouvelles prescriptions (validées le 14 janvier 2014) à mettre en œuvre avant tout éventuel redémarrage du four de fusion. L'ASN y demande notamment :
- une amélioration de la formation des opérateurs, via un plan de formation à la sécurité spécifique aux différentes tâches effectuées dans l'usine et à « la conduite en situation dégradée ou incidentelle » ;
- une amélioration de la conduite organisationnelle (La Socodei doit fournir à l'ASN une étude sur les facteurs organisationnels et humains en salle de conduite du four de fusion) ;
- une révision des procédures de redémarrage du four ;
- une réduction des risques pour le personnel et de certaines situations posant problème ;
- une révision des procédures de fusion des métaux, ainsi qu'une révision complète des documents techniques, la correction des éventuels dysfonctionnements l'anticipation des effets du vieillissement ou de l'obsolescence des équipements... et une justification de comment la Socodei respectera les préconisations de sûreté y figurant ;
- des dispositifs d'alerte et d'alarme permettant d'avertir d'un dysfonctionnement du four...
- des règles générales d'exploitation plus précises et une clarification du rôle et les responsabilités du service chargé de la gestion de la sûreté, avec rédaction d'une « démarche générale à suivre » chaque fois que l'exploitant sera confronté à « une situation inhabituelle pour laquelle il ne dispose pas d'une procédure spécifique définie » ;
- des garanties d'indépendance (« l'exploitant prend les dispositions nécessaires pour garantir l'indépendance de jugement de ce service ainsi que son indépendance effective par rapport aux services de production ») et de compétences techniques du service de vérification de la sûreté par rapport à l'exploitant, ce service devant aussi être doté des ressources suffisantes pour exercer ses missions et assurer une présence opérationnelle "suffisante" dans l'usine.

L'exploitant a 6 mois (ou jusqu'à la date du redémarrage s'il a lieu avant la fin des 6 mois) pour mettre en œuvre certaines des prescriptions alors que d'autres doivent être mises en œuvre avant la demande de redémarrage, et la Socodei « devra justifier à l'ASN le respect de ces prescriptions pour demander l'autorisation de redémarrer le four de fusion ».
En octobre 2015, la société Socodei est mise en examen pour homicide et blessures involontaires, quatre ans après l’explosion accidentelle d’un four de Centraco.